# Kap Cleveland (udde i Grönland, Qaasuitsup)
Kap Cleveland är en udde i Grönland (Kungariket Danmark).   Den ligger i kommunen Qaasuitsup, i den nordvästra delen av Grönland, 1 600 km nordväst om huvudstaden Nuuk.
Terrängen inåt land är kuperad åt sydost, men åt nordost är den platt. Havet är nära Kap Cleveland västerut.  Trakten runt Kap Cleveland är nära nog obefolkad, med mindre än två invånare per kvadratkilometer. Det finns inga samhällen i närheten.